# To the Bone
To the Bone (bra/prt: O Mínimo para Viver) é um filme de drama americano de 2017, escrito e dirigido por Marti Noxon. O filme conta com Lily Collins, Keanu Reeves, Carrie Preston, Lili Taylor, Alex Sharp, Liana Liberato, Brooke Smith e Retta. O filme segue uma jovem mulher, interpretada por Lily Collins, que luta contra a anorexia. O filme estreou em competição no Festival Sundance de Cinema em 22 de janeiro de 2017, como concorrente na Competição Dramática dos EUA. Foi lançado mundialmente na Netflix em 14 de julho de 2017.

## Sinopse
Ellen, de 20 anos, com anorexia nervosa, sob a orientação de um médico não convencional, parte em uma jornada dolorosa e profunda de autodescoberta.

## Enredo
Ellen (Lily Collins) é uma jovem de 20 anos que abandonou a faculdade e retorna para a casa de seu pai e madrasta depois de passar por um programa de internação sem fazer progresso. Com o pai ausente que não está disposto a lidar com ela, a madrasta de Ellen, Susan, a leva em um especialista, o Dr. William Beckham (Keanu Reeves), que insiste que Ellen se junte ao seu programa de internação. Ellen está relutante em fazê-lo, mas é convencida por sua irmã mais nova.
Ellen se muda para a casa com seis outros pacientes que incluem cinco mulheres jovens e Luke (Alex Sharp), um dançarino de balé otimista, que está perto da recuperação tanto de sua anorexia como também uma lesão no joelho. Luke atua como líder de torcida moral para os outros pacientes e se interessa especialmente por Ellen, revelando finalmente que ele é fã da arte de Ellen.
Em uma sessão de terapia familiar com Beckham, o pai de Ellen não aparece. Até dezoito meses antes, Ellen estava morando com sua mãe, que a abandonou para se mudar para Phoenix, Arizona com sua parceira lésbica. É revelado que uma das artes que ela publicou anteriormente no Tumblr foi citada como uma influência por uma menina que mais tarde cometeu suicídio. Ellen promete tentar melhorar, mas continua perdendo peso.
Ellen faz progresso, mudando seu nome para Eli e se aproximando dos outros membros da casa. Ela fica surpresa, no entanto, quando Luke a beija e admite que ele está começando a se apaixonar por ela. Ela entra em pânico e rapidamente o rejeita. Mais tarde, ela descobre que Megan (Leslie Bibb), outra mulher na casa, que estava grávida, sofreu um aborto depois de ter retomado a purga depois de atingir a marca de doze semanas e acreditando que era seguro. O evento deixa Eli atordoada e ela decide fugir. Ao sair, Luke pede-lhe que fique, dizendo-lhe que ele precisa dela, pois percebeu que a condição do joelho é permanente e nunca mais poderá dançar corretamente e precisa de algo novo para focar. Eli sai de qualquer jeito.
Perto da morte, Eli vai para a casa de sua mãe (Lili Taylor). Naquela noite, sua mãe expressa culpa pela depressão pós-parto que teve após o parto de Ellen e sugere que ela possa tentar alimentar Eli com uma mamadeira, enquanto ela a balança para ajudar a resolver problemas das duas. Eli acha a ideia estranha, mas depois que sua mãe lhe diz que aceitaria se ela optasse pela morte, ela decide ir junto com a ideia e se permite ser balançada enquanto a mãe a alimenta leite de arroz na mamadeira.
Depois de comer, Eli dá uma volta à noite. Desmaiando, ela alucina que ela está em uma árvore onde ela beija Luke, que revela a ela como ela está doente. Ele lhe dá um pedaço de carvão que representa sua coragem, e ela o engole.
Despertando de seu sonho, Eli decide voltar para casa. Ela abraça sua madrasta e sua irmã antes de continuar com o programa de internação de Beckham.

## Elenco
- Lily Collins como Ellen (Eli), uma paciente de 20 anos com anorexia.
- Keanu Reeves como Dr. William Beckham, um médico não convencional que ajuda pacientes ambulatoriais com transtornos alimentares em um Hospital Infantil na Avenida Grace.
- Carrie Preston como Susan, madrasta de Ellen.
- Lili Taylor como Judy, mãe de Ellen.
- Alex Sharp como Luke, um paciente de 19 anos com anorexia/transtorno da compulsão alimentar periódica.
- Liana Liberato como Kelly, meia-irmã de 18 anos de Ellen.
- Brooke Smith como Olive, esposa de Judy.
- Leslie Bibb como Megan, uma paciente com anorexia e bulimia.
- Kathryn Prescott como Anna, uma paciente com bulimia.
- Ciara Quinn Bravo como Tracy, uma paciente com bulimia.
- Maya Eshet como Pearl, uma paciente com anorexia.
- Lindsay McDowell como Kendra, uma paciente com transtorno da compulsão alimentar periódica.
- Retta como Lobo, a enfermeira hospitalar.
- Alanna Ubach como Karen, a terapeuta.

## Produção
Em março de 2016, foi anunciado que Lily Collins faria parte, como protagonista, de um filme de drama sobre anorexia intitulado To the Bone, escrito e dirigido por Marti Noxon, com base na batalha inicial de Noxon com o transtorno alimentar. O filme marca a estreia da diretora. Mais tarde, no mesmo mês, Keanu Reeves se juntou ao elenco, no papel do médico. Em 29 de março, Carrie Preston entrou no elenco como a madrasta da personagem de Collins. O AMBI Group foi posteriormente divulgado como co-produtor e financiador do filme. No início de abril, foi relatado que Lili Taylor, Alex Sharp, Brooke Smith e Liana Liberato se juntaram ao elenco do filme em papéis desconhecidos. Em 11 de abril, Ciara Bravo entrou como coadjuvante no papel de Tracy, uma jovem que também sofre de um transtorno alimentar.
As filmagens começaram no final de março de 2016, em Los Angeles.

## Lançamento
O filme teve sua estreia mundial no Festival Sundance de Cinema, em 22 de janeiro de 2017. Ele foi apresentado como um candidato na Competição Dramática dos EUA. Em 2017, a Netflix adquiriu os direitos de distribuição do filme e foi lançado mundialmente em 14 de julho de 2017.

## Recepção crítica
To the Bone atualmente detém uma classificação de aprovação de 66% no site de críticas, Rotten Tomatoes, com base em 53 avaliações, com uma média ponderada de 6,5/10. O consenso crítico do site diz: "To the Bone oferece um olhar perspicaz e empático para uma questão generalizada, liderada pelo trabalho exemplar de Lily Collins no papel central". O Metacritic dá ao filme uma pontuação média de 64 de 100 com base em 14 críticos, indicando "críticas geralmente favoráveis".
Justin Chang do Los Angeles Times escreveu que o filme era "parte estudo de personagem, parte ASP" e que "narra um período breve mas significativo na jornada de cura da protagonista". Chang disse sobre o desempenho de Lily Collins: "Em um filme diferente, a língua afiada de Ellen poderia ter feito dela uma fonte insuportável de negatividade, mas a performance de Collins é mais sutil do que isso, e o roteiro dá-lhe ampla oportunidade de revelar o caráter mais complicado, bordas vulneráveis".